# Caenagnathasia
Caenagnathasia (“ny käke från Asien”) är ett utdött släkte av små fågelliknande dinosaurier tillhörande gruppen Maniraptorer. Arten levde från yngre krita till äldre krita i det som i dag är Uzbekistan, cirka 110 till 66 miljoner år sedan.